# Microcharacidium
Microcharacidium är ett släkte av fiskar. Microcharacidium ingår i familjen Crenuchidae.
Kladogram enligt Catalogue of Life:
| Microcharacidium | \| \| Microcharacidium eleotrioides \| \| \| \| \| \| Microcharacidium geryi \| \| \| \| \| \| Microcharacidium gnomus \| \| \| \| \| \| Microcharacidium weitzmani \| \| \| \| |
|                  | \| \| Microcharacidium eleotrioides \| \| \| \| \| \| Microcharacidium geryi \| \| \| \| \| \| Microcharacidium gnomus \| \| \| \| \| \| Microcharacidium weitzmani \| \| \| \| |
|                  | Ammocryptocharax |
|                  | |
|                  | Characidium |
|                  | |
|                  | Crenuchus |
|                  | |
|                  | Elachocharax |
|                  | |
|                  | Geryichthys |
|                  | |
|                  | Klausewitzia |
|                  | |
|                  | Leptocharacidium |
|                  | |
|                  | Melanocharacidium |
|                  | |
|                  | Odontocharacidium |
|                  | |
|                  | Poecilocharax |
|                  | |
|                  | Skiotocharax |
|                  | |
|                  | Microcharacidium eleotrioides |
|                  | |
|                  | Microcharacidium geryi |
|                  | |
|                  | Microcharacidium gnomus |
|                  | |
|                  | Microcharacidium weitzmani |
|                  | |

|  | Microcharacidium eleotrioides |
|  |                               |
|  | Microcharacidium geryi        |
|  |                               |
|  | Microcharacidium gnomus       |
|  |                               |
|  | Microcharacidium weitzmani    |
|  |                               |